# Springgurka
Springgurka (Cyclanthera brachystachya) är en gurkväxtart som först beskrevs av Nicolas Charles Seringe, och fick sitt nu gällande namn av Célestin Alfred Cogniaux. Enligt Catalogue of Life ingår Springgurka i släktet springgurkor och familjen gurkväxter, men enligt Dyntaxa är tillhörigheten istället släktet springgurkor och familjen gurkväxter. Arten förekommer tillfälligt i Sverige, men reproducerar sig inte. Inga underarter finns listade i Catalogue of Life.

## Bildgalleri

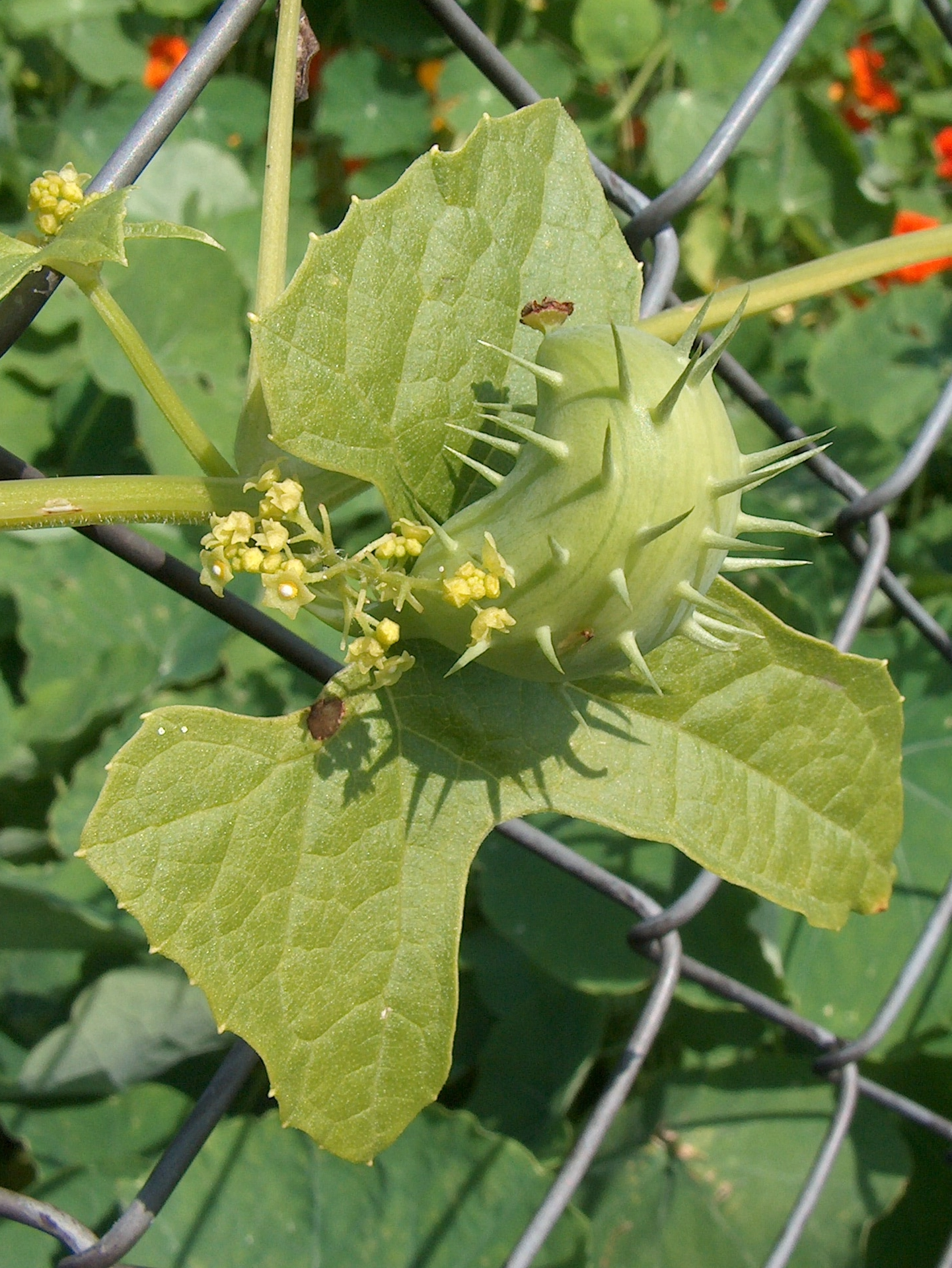
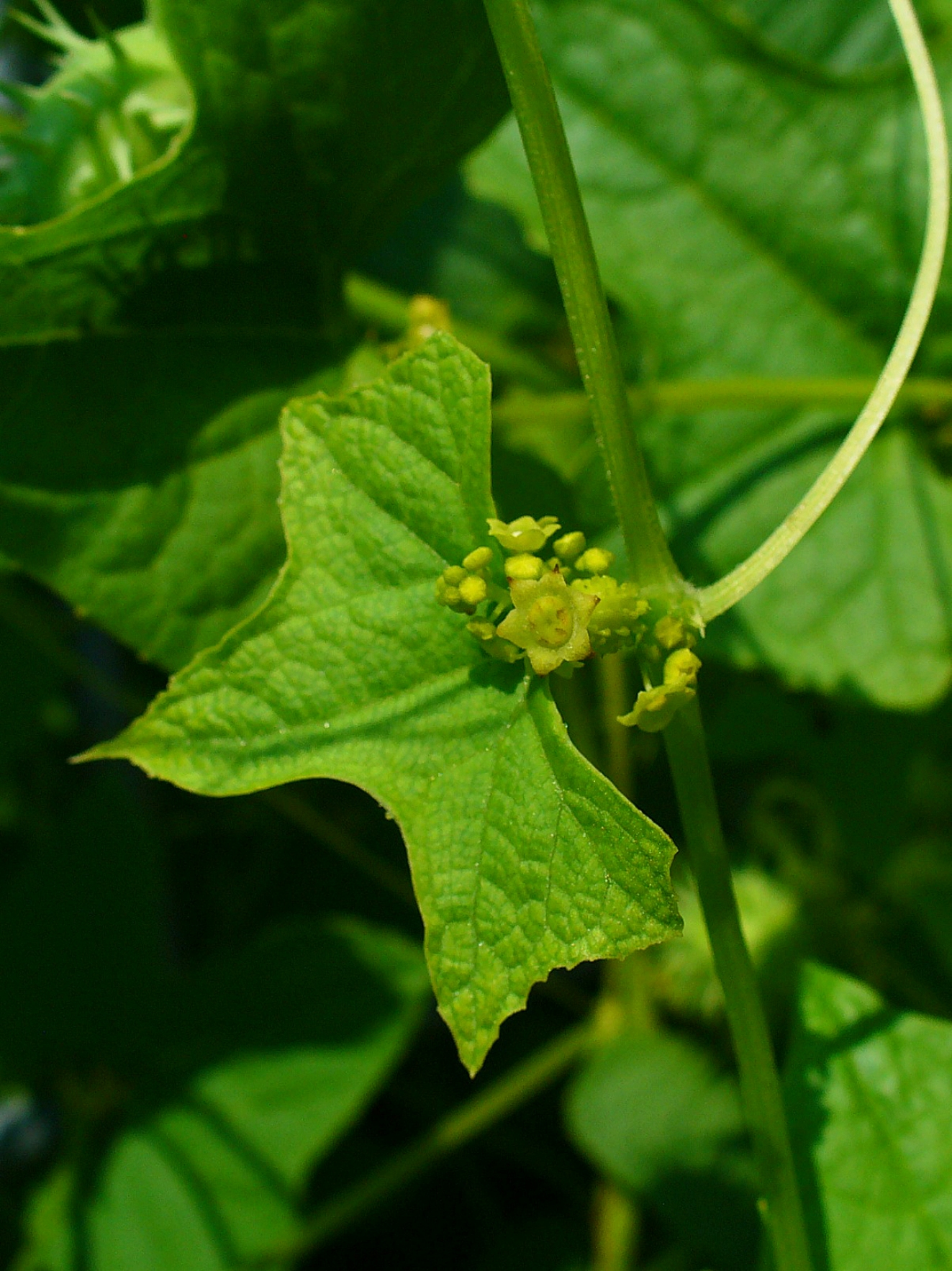
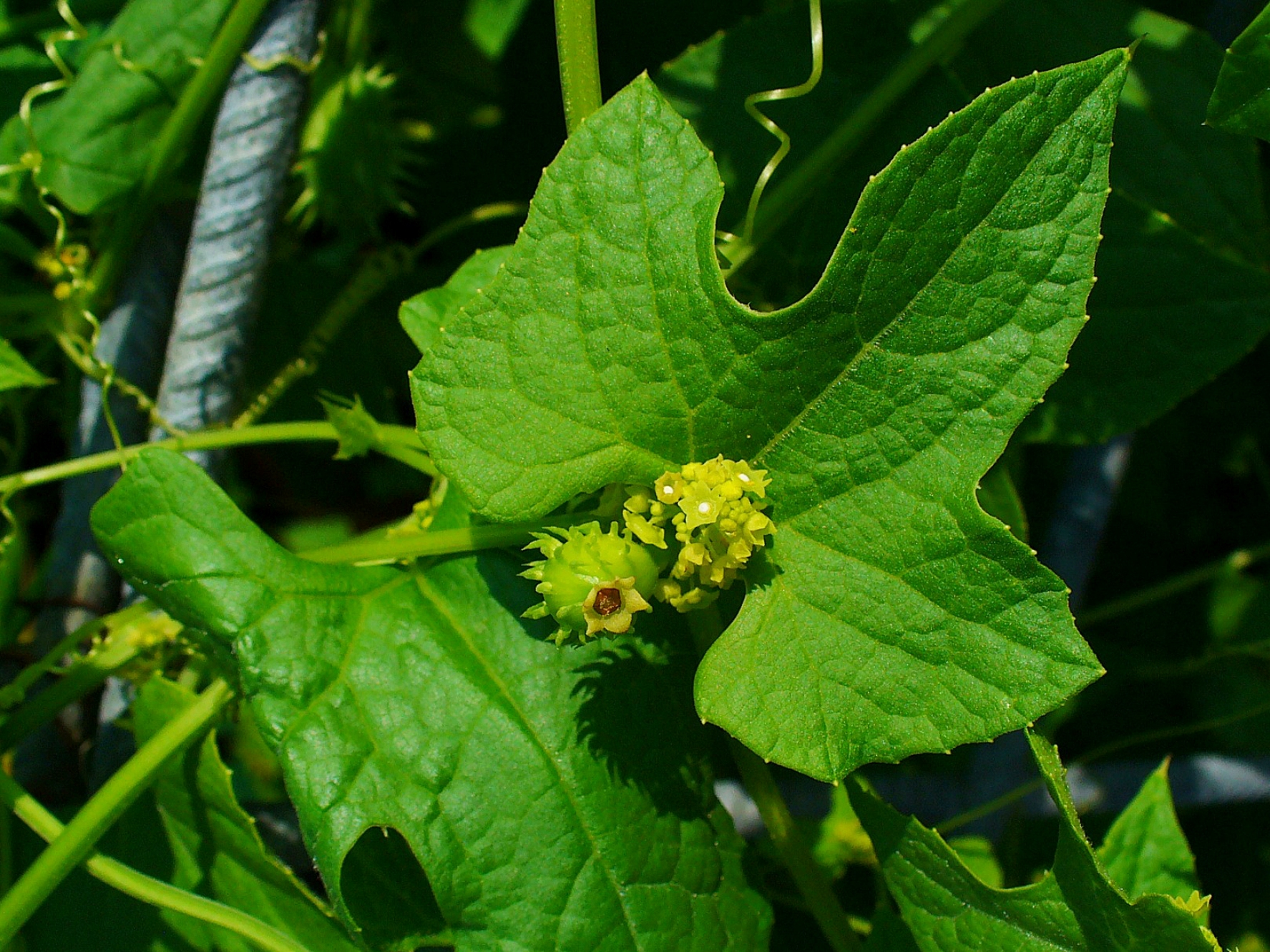
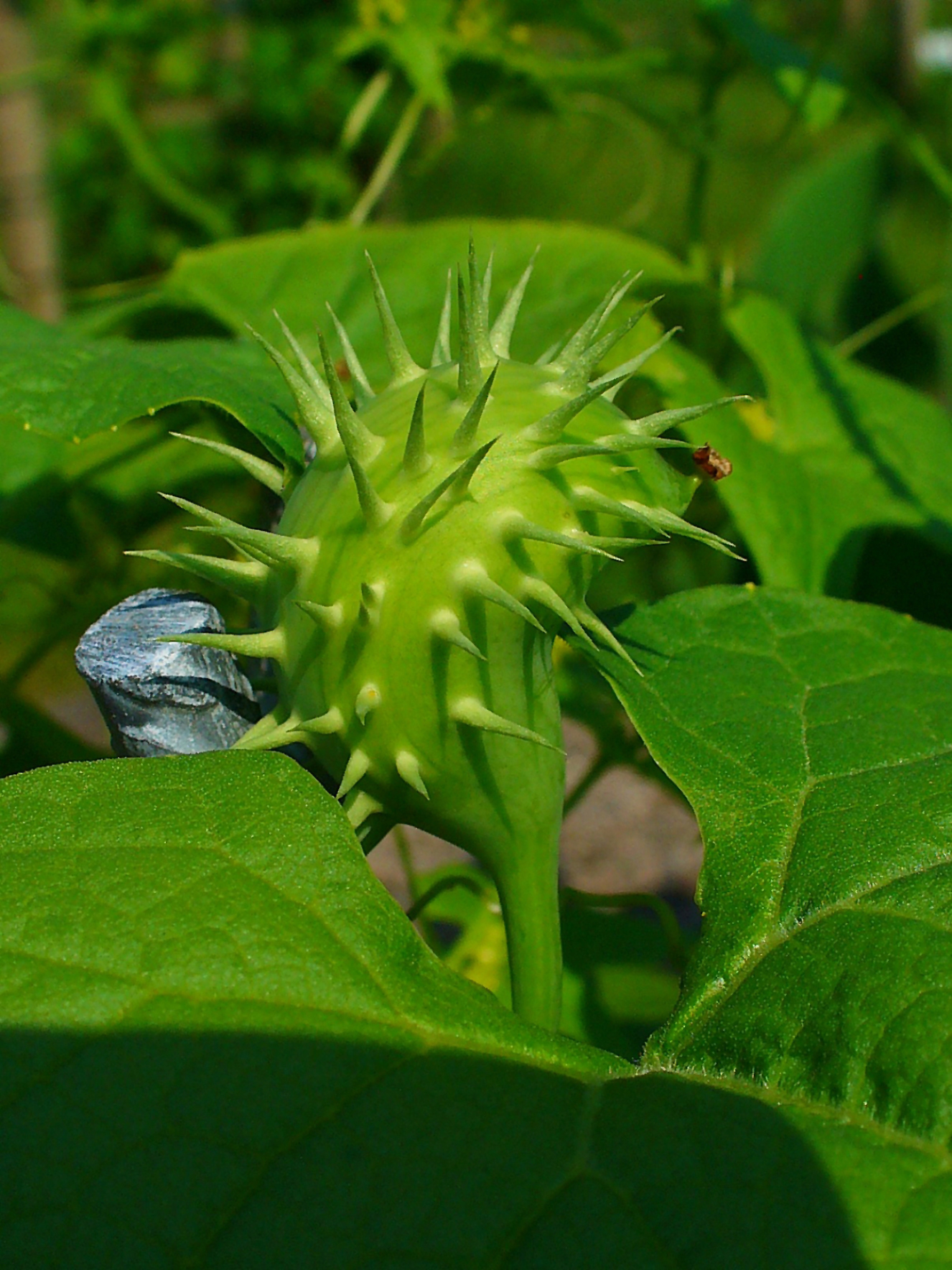
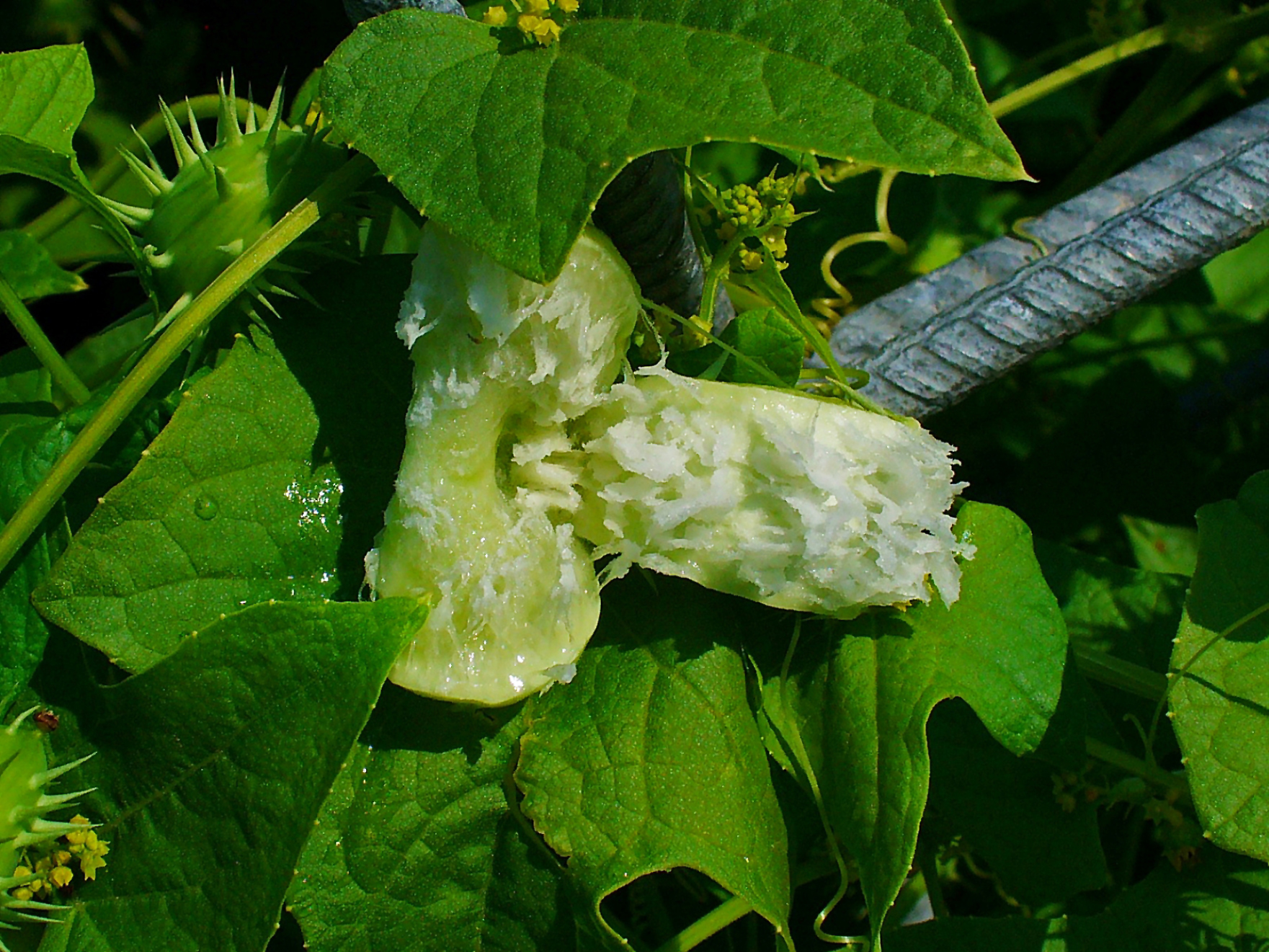
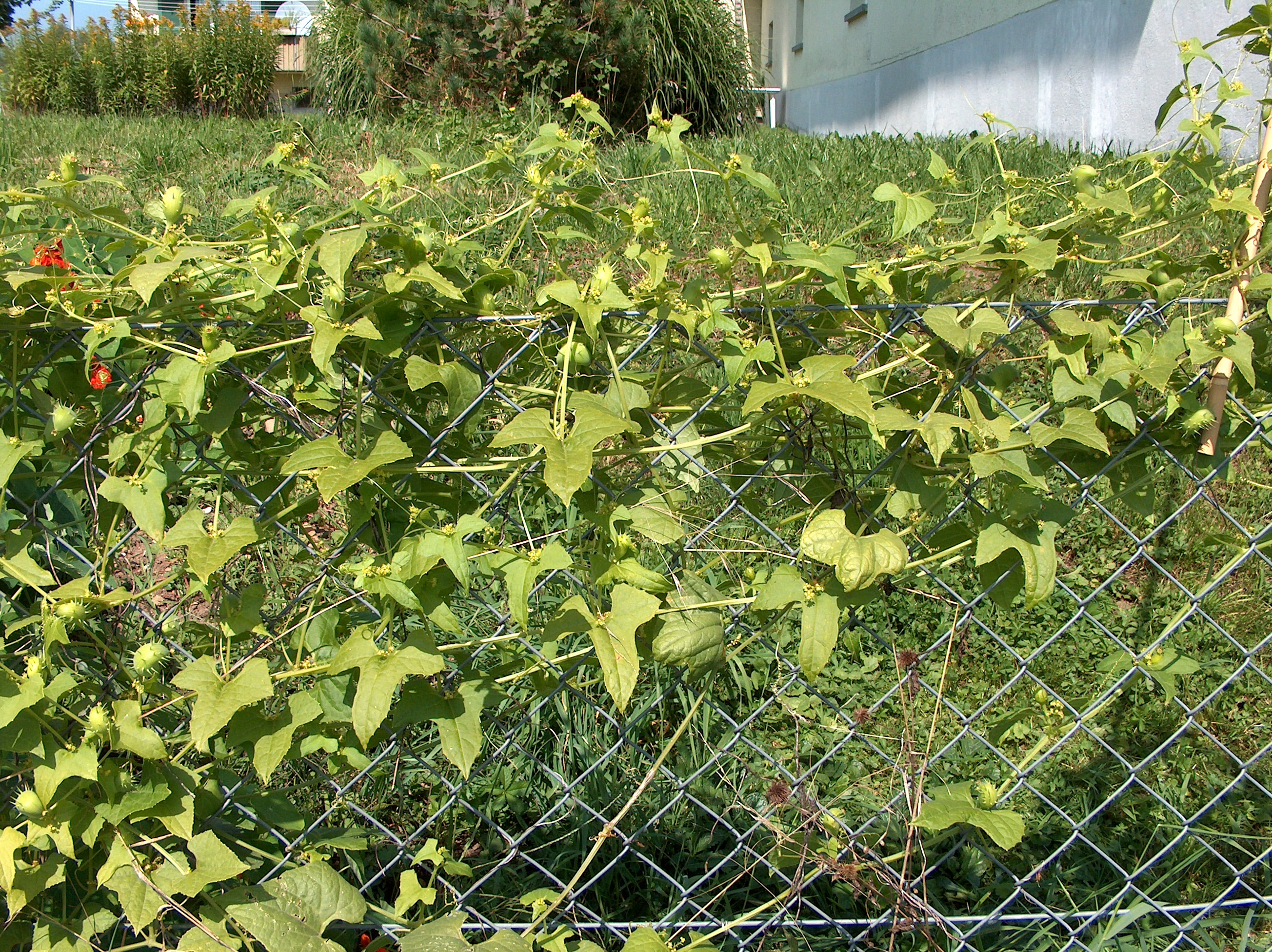